# Casa do Terror
Casa do Terror é um museu localizado na Avenida Andrássy em Budapeste, Hungria. Ele contém exposições relacionadas aos regimes fascistas e comunistas na Hungria do século XX e também é um memorial para as vítimas desses regimes, incluindo aqueles detidos, interrogados, torturados ou mortos no prédio.
O museu abriu em 24 de fevereiro de 2002 e o diretor-geral do museu desde então foi o Dr. Mária Schmidt. A Casa do Terror é uma organização membro da Plataforma de Memória e Consciência Europeia. Visitantes, incluindo Zbigniew Brzezinski, Francis Fukuyama e Hayden White, louvaram o Museu.

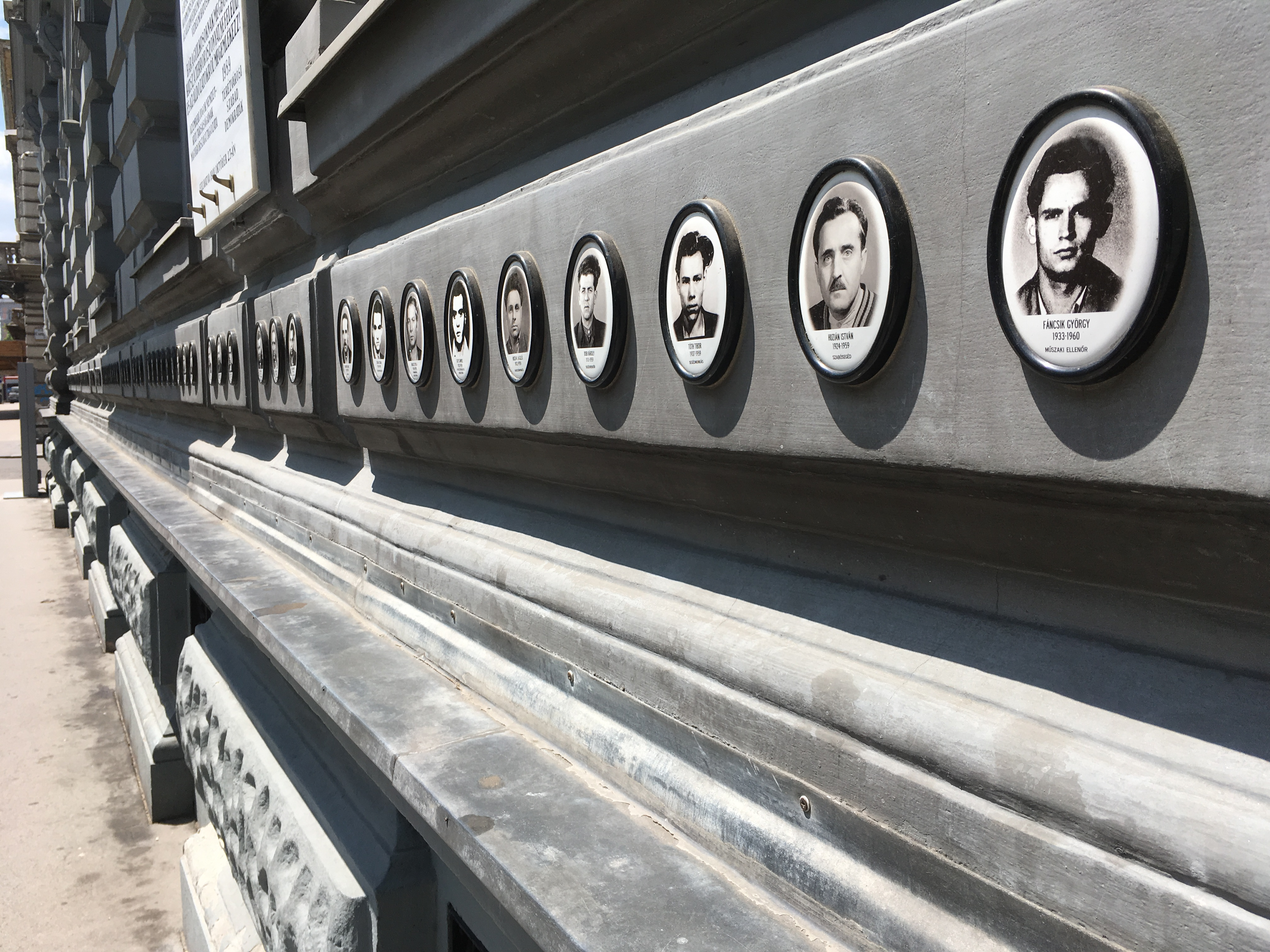
Imagens de vítimas do lado de fora do Museu da Casa do Terror, Budapeste.